# サイモン・ヴァン・ヴェルトホーヴェン
サイモン・ヴァン・ヴェルトホーヴェン（Simon Van Velthooven、1988年12月8日 - ）は、ニュージーランド、パーマストンノース出身の自転車競技（トラックレース）選手である。

## 経歴
2005年、オセアニア選手権ジュニア部門・チームスプリント優勝。
2006年、国内選手権ジュニア部門・個人スプリント優勝。
2010年
- 4月よりJKAに短期登録選手として競輪選手登録された。登録名はサイモン・バンベルトホーベン。通算戦績29戦7勝 2着4回。
- コモンウェルスゲームズ ケイリン3位

2011年
- UCIトラックワールドカップ2010-2011 北京大会 ケイリン 優勝
- 前年に引き続き日本の競輪に参戦予定だったが、東日本大震災の影響により来日中止となった。

2012年
- トラック世界選手権・1kmTT 3位
- ロンドンオリンピック
  - チームスプリント 5位
  -  ケイリンではテーン・ムルダーと同着の3位。
  - 9月より再び日本の競輪に参戦する。なお登録名はサイモン・バンベルトーヘンに変更された。通算成績27戦6勝。

2013年
- トラック世界選手権・1kmTT 2位

2017年
- チーム・ニュージーランドのメンバーとして、アメリカズカップ優勝に貢献した[1]。